# 英語教育推進校
英語教育推進校（えいごきょういくすいしんこう）とは、東京都教育委員会が都立高校生を対象に、「使える英語力の育成」を進めるため、「聞く」「話す」に重点を置いたきめ細かい指導を行う事業で、40校が指定されている。

## 目的
特に「聞く」「話す」に重点を置いたきめ細かい指導を行うなど、英語教育を先導することを目的とする。

## 内容
授業時間や放課後の時間を活用してICTによるオンラインでの英会話が主な取り組みとして行われている。

## 指定校

### 東京都立高等学校

#### 区部
- 東京都立戸山高等学校
- 東京都立青山高等学校
- 東京都立新宿高等学校
- 東京都立白鷗高等学校
- 東京都立両国高等学校
- 東京都立富士高等学校
- 東京都立大泉高等学校
- 東京都立小山台高等学校
- 東京都立小松川高等学校
- 東京都立駒場高等学校
- 東京都立竹早高等学校
- 東京都立墨田川高等学校
- 東京都立上野高等学校
- 東京都立三田高等学校
- 東京都立文京高等学校
- 東京都立城東高等学校
- 東京都立江北高等学校
- 東京都立晴海総合高等学校
- 東京都立大田桜台高等学校
- 東京都立荻窪高等学校
- 東京都立小岩高等学校
- 東京都立目黒高等学校

#### 市部
- 東京都立国立高等学校
- 東京都立八王子東高等学校
- 東京都立立川高等学校
- 東京都立武蔵高等学校
- 東京都立国分寺高等学校
- 東京都立町田高等学校
- 東京都立多摩科学技術高等学校
- 東京都立武蔵野北高等学校
- 東京都立小金井北高等学校
- 東京都立調布北高等学校
- 東京都立昭和高等学校
- 東京都立日野台高等学校
- 東京都立狛江高等学校
- 東京都立松が谷高等学校
- 東京都立翔陽高等学校
- 東京都立保谷高等学校

### 東京都立中等教育学校
- 東京都立桜修館中等教育学校
- 東京都立南多摩中等教育学校